# NGC 2424
NGC 2424 é uma galáxia espiral barrada (SBb) localizada na direcção da constelação de Lynx. Possui uma declinação de +39° 14' 00" e uma ascensão recta de 7 horas, 40 minutos e 39,3 segundos.
A galáxia NGC 2424 foi descoberta em 6 de Fevereiro de 1885 por Édouard Jean-Marie Stephan.